# UNO Shopping

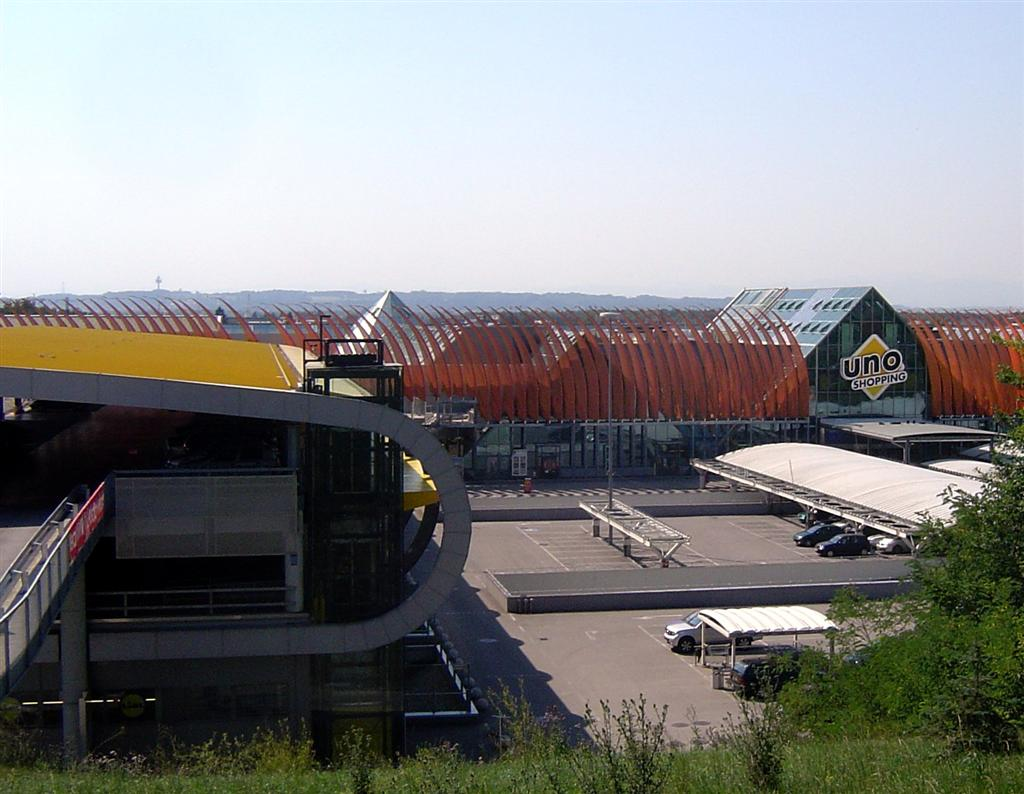
UNO Shopping

UNO Shopping – centrum handlowe znajdujące się w Leonding, położonego na południowy zachód od Linzu, stolicy kraju związkowego Górna Austria. Zostało otwarte 16 października 1990 roku. Działało do 2012 roku.
Po dwóch rozbudowach w 2005 i 2006 roku UNO Shopping zwiększyło powierzchnię do 32 200 metrów kwadratowych i było ósmym pod względem powierzchni centrum handlowym w Austrii. Druga rozbudowa polegała przede wszystkim na poprawie infrastruktury, m.in. poprzez budowę wielopoziomowego parkingu. Rozbudowa parkingu wpłynęła na zwiększenie liczby miejsc parkingowych dla odwiedzających klientów. Pozostałe prace infrastrukturalne pozwoliły na skrócenie drogi z centrum handlowego do miasta. W centrum znajdowało się ponad 90 sklepów, a także kilka restauracji (m.in. McDonald’s), centrum rozrywki oraz plac zabaw dla dzieci o powierzchni ok. 680 metrów kwadratowych. Liczba pracowników UNO Shopping wynosiła około 750 osób.